# Zračna luka Hoj
Zračna luka Hoj (IATA kod: KHY, ICAO kod: OITK) smještena je u blizini grada Hoja u sjeverozapadnom dijelu Irana odnosno pokrajini Zapadni Azarbajdžan. Nalazi se na nadmorskoj visini od 1213 m. Zračna luka ima jednu asfaltiranu uzletno-sletnu stazu dužine 2801 m, a koristi se za tuzemne letove. Vodeći zračni prijevoznik koji nudi redovne letove za Teheran-Mehrabad u ovoj zračnoj luci je Iran Aseman Airlines. U sklopu zračne luke nalazi se i veliki autobusni kolodvor.

## Vanjske poveznice
- (engl.) [neaktivna poveznica]
- (engl.) DAFIF, Great Circle Mapper: KHY